# Gouvernement de Kiev
1708–1925
Le gouvernement de Kiev (en russe : Киевская губерния, Kievskaïa goubernia) était une entité territoriale administrative (gouvernement) de la Russie impériale puis de la république socialiste soviétique d'Ukraine. Il s'étendait sur 231 000 km2, recouvrant une partie de l'actuelle Ukraine et du sud de la Russie d'Europe. Il avait pour capitale Kiev. Remanié à plusieurs reprises, il est dissous en 1923, sa partie centrale constituant l'oblast de Kiev de la république socialiste soviétique d'Ukraine.

## Origines

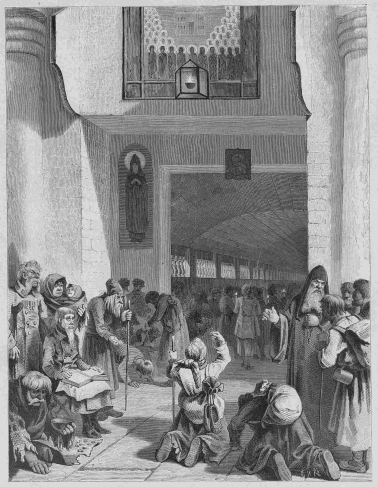
Pèlerins à la Laure des Grottes de Kiev, 1897.

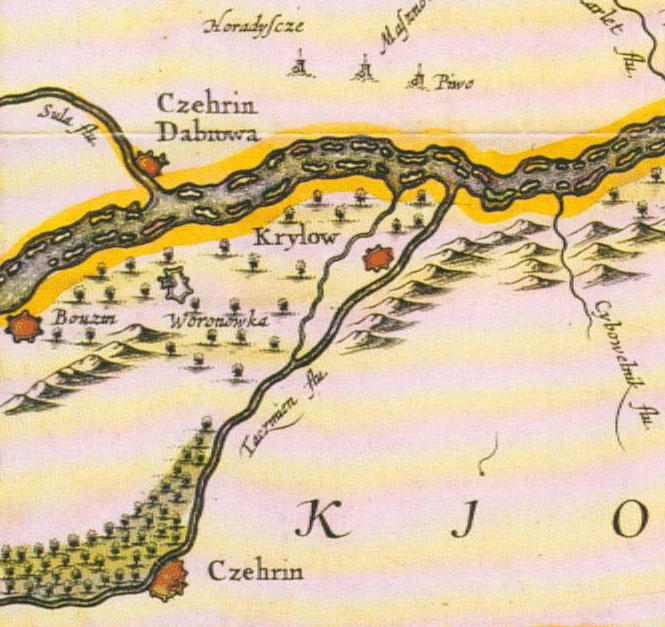
Le bourg de Tchyhyryne (Czehryn) près de Kiev, fragment d'une carte hollandaise de Jansson, v. 1663

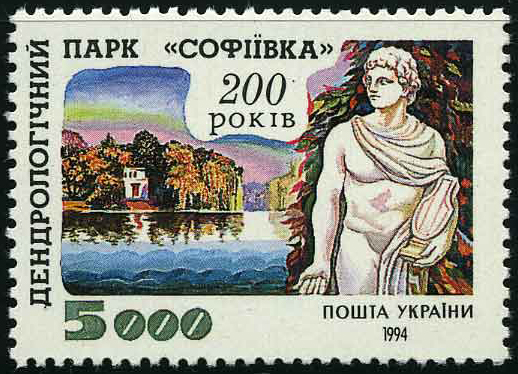
Parc Sofiyivsky, résidence de la famille Potocki à Ouman, timbre-poste ukrainien de 1994.

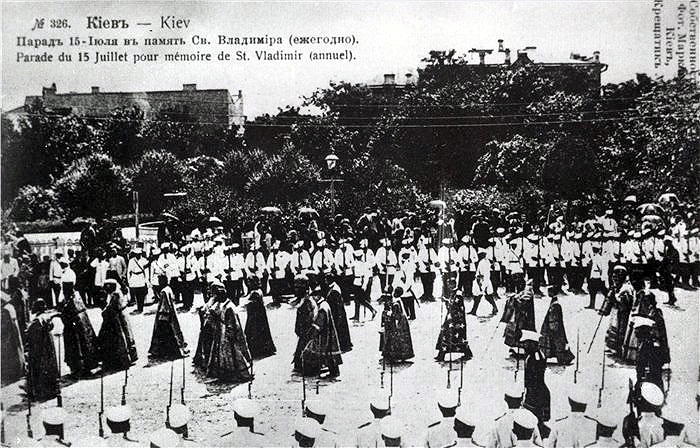
L'armée russe salue la procession de Saint-Vladimir à Kiev, 15 juillet 1888.

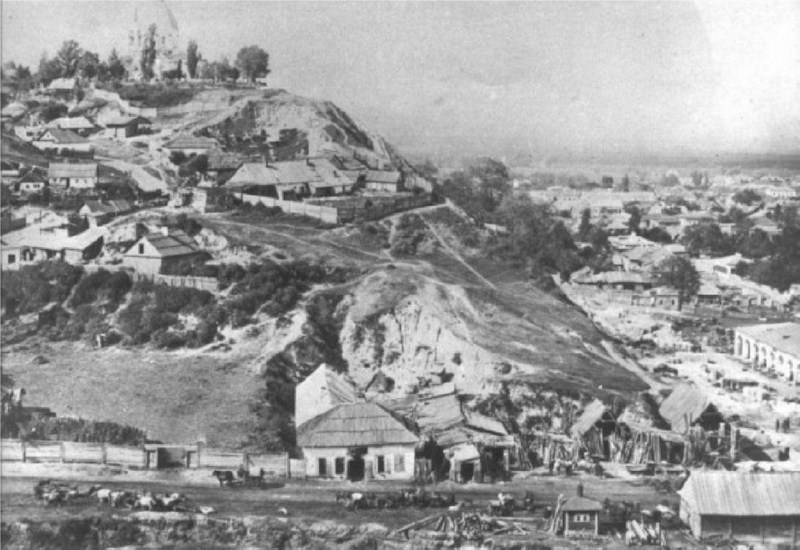
Chtchekavitsa en 1900.

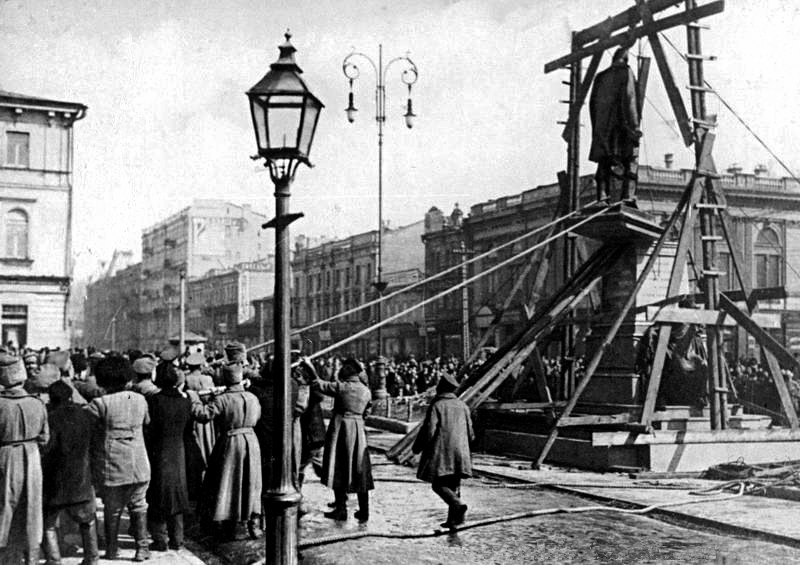
Manifestants abattant la statue du premier ministre Piotr Stolypine à Kiev pendant la révolution russe de mars 1917.

La ville de Kiev, ancienne métropole russe et ukrainienne, appartient au royaume polono-lituanien du XIVe au milieu du XVIIe siècle comme capitale du palatinat de Kijów (Kiev). Elle est annexée par l'Empire russe en 1667 mais la campagne proche, à l'ouest du fleuve Dniepr, reste polonaise jusqu'aux partages de la Pologne à la fin du XVIIIe siècle, ce qui limite son développement. 
La région de Kiev est érigée en gouvernement (goubernia) par un oukaze de Pierre le Grand, le 18 décembre 1708. En 1719, le gouvernement est divisé en quatre provinces, autour de Belgorod, Kiev, Orel et Sevsk. En 1727, les provinces de Belgorod, Sevsk et Orel sont regroupées dans le gouvernement de Belgorod, laissant seule la province de Kiev dans le gouvernement de Kiev.
Un édit de Catherine II du 16 septembre 1781, effectif en janvier 1782, réorganise le gouvernement en vice-royauté (namestnitchestvo). Elle est divisée en plusieurs ouiezds : Kiev, Gorodichtché, Goltva, Khorol, Kozelets, Loubny, Mirgorod, Ostior, Pereïaslav, Pyriatyn et Zolotonocha. En 1789, Gorodichtché est rattachée au gouvernement de Iekaterinoslav. En 1791, la vice-royauté de Kiev est subdivisée en dix okrougs et des ouïezds supplémentaires sont établis : Bogouslav, Gadiatch, Kanev, Zenkov, Korsoun et Lokhvitsa. Les armes de la vice-royauté représentent l'archange saint Michel tenant un bouclier d'azur dans une main et une épée dans l'autre.
Un édit de Paul Ier du 30 novembre 1796 rétablit le gouvernement. Les trois vice-royautés de l'Ukraine de la rive gauche du Dniepr sont réunies dans le gouvernement de Petite Russie dont la capitale est Tchernigov, tandis que le gouvernement de Kiev est compris dans l'Ukraine de la rive droite, auquel on rajoute l'ancienne province polonaise de petite Pologne, autour de Bratslav. En 1797, le gouvernement de Kiev compte douze ouïezds.

## Administration auXIXesiècle
En 1832 les gouvernements de Volhynie, Podolie et Kiev sont regroupés au sein du gouvernement général de Kiev, dont la population, en 1835, s'élève à 1 704 661 habitants. Il comprend notamment les villes de Pereïaslav, Tchernigov, Nejine, Belgorod, Akhtyrka, Soumy, Sevsk, Koursk, Mtsensk, Poutyvl, Briansk et Orel.
Au milieu du XIXe siècle, le gouvernement de Kiev compte 50 300 km2 (dont 22 000 de terres arables et 10 000  de forêts) pour une population de 1 640 000 habitants, en grande majorité des  « Petits Russiens », c'est-à-dire Ukrainiens. Les « Grands Russiens » (Russes au sens étroit) sont concentrés dans les villes, de même que les Juifs, qui tiennent une place importante dans l'économie, et la noblesse polonaise. Les familles polonaises des Branicki et Potocki possèdent de vastes domaines dans la province. 
Kiev (62 000 habitants) est la seule ville importante. C'est un centre culturel et religieux avec une université, fondée en 1834 et qui a recueilli les collections de l'université de Vilnius évacuées pendant l'invasion française de 1812, un institut pour les jeunes filles nobles, une académie de théologie et plusieurs institutions religieuses comme la cathédrale Sainte-Sophie, la cathédrale Saint-Vladimir et le monastère de la Laure des Grottes de Kiev, le pèlerinage le plus prestigieux de l'Empire russe.  
Kiev concentre presque toute l'industrie de la province : 3 000 ouvriers travaillent le drap tandis que 72 sucreries produisent 400 000 pouds (6 600 tonnes) de sucre (1848). La ville abrite aussi des forges, tanneries, verreries, distilleries d'alcool, briqueteries; fabriques de voitures, etc. Une importante foire se tient chaque année sur la place des Contrats (où se renégocient  les baux agricoles) : son chiffre d'affaires, en 1856, s'élève à 6 millions de roubles. Les autres villes ne sont que des bourgs au rayonnement limité comme Bohouslav (7 000 habitants), Ouman (7 000 habitants), Tcherkassy (6 000 habitants), Radomychl, Zvenyhorodka, Lypovets, Skvyra, Bila Tserkva, etc.. 
Le gouvernement de Kiev est une des régions agricoles les plus prospères de l'Empire. Sa production annuelle est estimée à 10 millions d'hectolitres de céréales, 13 millions de pouds de betteraves à sucre, plus le lin, le chanvre, le tabac, etc. Le bétail est représenté par 525 000 bovins, 125 000 chevaux, 850 000 moutons, 250 000 porcs. Les produits agricoles représentent l'essentiel de ses exportations. Par contre, la production minière est à peu près nulle.
Le chemin de fer russe n'atteint Kiev qu'assez tardivement : la ligne de Moscou à Odessa est encore en construction en 1868. Le chemin de fer du Sud-Ouest n'ouvre qu'en 1870. 
Selon le recensement de la population de l'Empire de 1897, le gouvernement compte alors 3 559 229 habitants, dont une population urbaine de 459 253 habitants (soit 12,9 %). La ville principale est Kiev avec 247 723 habitants. Sur le plan linguistique, on compte :
- 3 034 961 « Russes » au sens large dont 2 819 145 « Petits Russiens » (85,2 % de la population)
- 430 489 Juifs (12,1 %) ; la plupart s'exprimaient en yiddish, mais parlaient de plus en plus le russe
- 68 791 Polonais (1,9 %).

En ce qui concerne la religion, le recensement enregistre : 
- 2 983 736 orthodoxes (83,8 %) ;
- 433 738 juifs (12,2 %) ;
- 106 733 catholiques (3,0 %).

## Fin du régime impérial
Les campagnes de la région de Kiev connaissent des troubles pendant la révolution russe de 1905. En janvier 1910, le premier ministre Piotr Stolypine envoie aux autorités provinciales une circulaire secrète, mais qui sera rendue publique par les journaux peu après, visant à réprimer les agitateurs étrangers qui propagent le séparatisme parmi les Ukrainiens. En mars 1911, l'assassinat d'un enfant à Kiev donne lieu à des fausses accusations de meurtre rituel contre un technicien juif, Menahem Mendel Beilis, qui sera acquitté en 1913. En septembre 1911, au cours d'une visite à Kiev en compagnie du tsar Nicolas II, Stolypine est assassiné à l'opéra de Kiev. L'assassin étant d'origine juive, bien que les rabbins locaux aient condamné ce crime, la mort de Stolypine donne lieu à des manifestations d'antisémitisme et 10 000 Juifs quittent la ville par crainte d'un pogrom.
Au cours de la Première Guerre mondiale, l'Ukraine centrale est envahie par l'armée allemande au cours de l'opération Faustschlag (février-mars 1918). Elle devient l'hetmanat d'Ukraine, État satellite de l'Allemagne, puis proclame son indépendance sous le nom de République populaire ukrainienne. Le gouvernement de Kiev est partagé entre deux provinces, la zemlia de Kiev et celle de Derevlian (Korosten), mais l'administration indépendantiste est peu fonctionnelle. 
L'Ukraine est conquise en 1920 par l'Armée rouge qui instaure la république socialiste soviétique d'Ukraine, partie de l'Union soviétique. Le gouvernement de Kiev est reconstitué sous administration soviétique. En 1923, il est divisé en plusieurs districts ou okrougs. À partir de 1932, sa partie centrale constitue l'oblast de Kiev.

## Gouverneurs
- Alexeï de Giers (1908-1911)